# Comté de Riley
Le comté de Riley est l’un des 105 comtés de l’État du Kansas, aux États-Unis. Fondé le 25 août 1855, il a été nommé en hommage au général Bennett C. Riley, qui a combattu lors de la guerre américano-mexicaine.
Siège et plus grande ville : Manhattan.

## Géolocalisation
| Comté de Washington |                        | Comté de Marshall     |
| Comté de Clay       | Comté de Riley         | Comté de Pottawatomie |
|                     | Comté de Geary, Kansas | Comté de Wabaunsee    |